# Face à la mort (film, 1978)
Pour les articles homonymes, voir Face à la mort.
Série
Face à la mort II 
Pour plus de détails, voir Fiche technique et Distribution.
Face à la mort (VO : Faces of Death ou The Original Faces of Death) est un film mondo de 1978 entraînant le spectateur à travers des scènes plus ou moins explicites de morts et de violences. 

## Contenu
Certaines scènes ayant été jugées insoutenables, ce film a temporairement été interdit en Australie, Norvège,  Finlande, Nouvelle-Zélande et au Royaume-Uni (et non « 46 pays », un slogan purement marketing). Bien que certaines scènes de mort ne soient que des scènes de fictions évidentes (Allan A. Apone, maquilleur et technicien déclare que 40 % des scènes ne sont que pure fiction), certaines sont véridiques. Quelques-unes de ces fameuses scènes proviennent des médias, telles que les bombardements de napalm au Vietnam, des scènes en provenance d'archives de chaînes télévisées, ainsi que les scènes d'homicides à l'époque d'Hitler (vidéo des camps nazis et exhumation des cadavres). Apparaissent également des scènes de morts d'animaux incluant des phoques battus à mort et des animaux tués sur une chaîne d'abattoir.

## Fiche technique
- Réalisation et scénario : John Alan Schwartz (sous le nom de Conan Le Cilaire)
- Production : Rosilyn T. Scott
- Musique originale : Gene Kauer
- Montage : Glenn Turner (James Roy)
- Distribution : Gorgon Video
- Langue : Anglais
- Durée : 104 minutes
- Pays :  États-Unis
 Japon
- Langues : anglais - allemand
- Date de sortie : 
  - États-Unis : 10 novembre 1978
- Film interdit aux moins de 18 ans

## Production
Le film est écrit et produit par John Alan Schwartz (crédité sous le nom de "Conan Le Cilaire" pour la production et sous le surnom de « Schwartz » pour le scénario). Il apparaît en caméo. Ce film met en scène Michael Carr dans le rôle du narrateur, un consultant nommé Dr. Francis B. Gröss. John Alan Schwartz déclare que le budget du film initial était de 450 000 dollars. Le montant des recettes aurait été de 35 millions à travers le monde (salles de cinéma, locations de films). En 2000, il est classé 50e dans les « 50 meilleurs films culte de tous les temps » par le magazine américain Entertainment Weekly.

## Produits dérivés
Un bon nombre de suites à Face à la mort ont été réalisées. Face à la mort I à IV et Faces of Death: Fact or Fiction? (un documentaire des coulisses de la série) ont été écrits et, du moins, partiellement produit par John Alan Schwartz. Face à la mort 5 et 6 reprennent les meilleures scènes des quatre précédents films, sans aucune nouvelle scène,  n'est sorti dans plusieurs pays dans lesquels le premier film avait été interdit. Les trois premiers films mettaient en scène Carr, en tant que Dr. Gröss bien que dans Face à la mort IV et The Worst of Faces of Death, ces films mettent en scène le frère de Schwartz, James Schwartz, dans le rôle de Dr. Louis Flellis, ce dernier expliquant qu'il a accidentellement tué le Dr. Gröss.

## Supports numériques
En 2008, Face à la mort sort en DVD dans une version restaurée accompagnée d'une entrevue avec le monteur Glenn Turner (James Roy). Glenn explique quelles techniques et effets spéciaux il met en œuvre pour donner un aspect réaliste aux scènes. Dark Sky Films sort Face à la mort sur disque Blu-ray le 7 octobre 2008 avec un son Dolby Digital 5.1 ainsi qu'une meilleure qualité images.

## Sorties
Face à la mort est le premier d'une série de 4 films : Face à la mort II, III, IV. La série comporte également des spins-off : The Worst of Faces of Death et Faces of Death: Fact or Fiction ? Ainsi que 2 remake : Face à la mort V et VI.
- 1981 : Face à la mort II : Réalisation et Scénario de John Alan Schwartz.
- 1985 : Face à la mort III : Coécrit par Veronica Lakewood
- 1987 : The Worst of Faces of Death : Une compilation de toutes les scènes les plus gores des trois premières séries
- 1990 : Face à la mort IV : Coréalisé par Susumu Saegusa et Andrew Theopolis
- 1995 : Face à la mort V : Remake des précédents films
- 1996 : Face à la mort VI : Remake des précédents films
- 1999 : Faces of Death: Fact or Fiction ? : Faux documentaire des scènes légendaires de Face à la mort, accompagné de nouvelles entrevues.